# József Finta

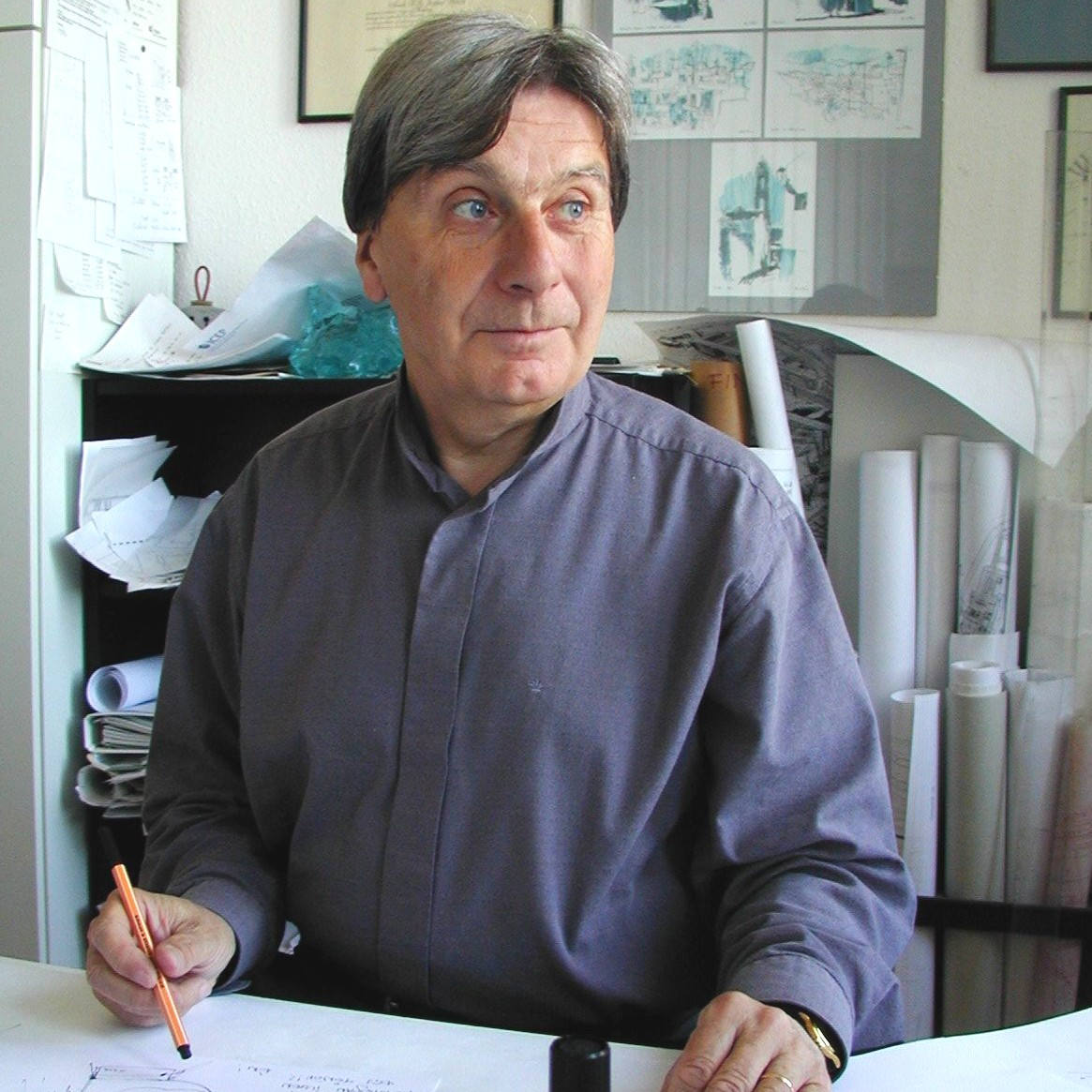
Finta József (2008)

József Finta (* 12. Juni 1935 in Kolozsvár; † 7. Januar 2024 in Budapest) war ein ungarischer Architekt. 

## Leben
József Finta plante die Bauten des Kongresszentrum Budapest, Nationaltheater sowie das InterContinental Budapest, Kempinski Hotel Corvinus Budapest, das WestEnd City Center, das Bank Center und die Polizeizentrale in Budapest, das Aquasziget-Erlebnisbad in Esztergom sowie zahlreiche weitere private und öffentliche Gebäude. Er prägte nicht nur Budapest mit seinen Bauten, sondern war als Architekt auch in Bratislava, Wien und Brünn tätig.
Für sein architektonischen Wirken wurde er unter anderem mit dem ungarischen Verdienstorden, der Goldmedaille des ungarischen Präsidenten und dem Kossuth-Preis, den Architektur–Preisen wie dem Miklós Ybl–Preis (1965; 1972), dem Imre Steindl–Preis (1988) sowie dem Prima–Primissima–Preis (2007) ausgezeichnet. Seit 1985 war er Mitglied der Ungarischen Akademie der Wissenschaften (MTA) und der Ungarischen Akademie der Bildenden Künste (MKE). Er war Ehrenmitglied des American Institute of Architects (AIA). Zudem war er Ehrenbürger von Budapest. Er war Verfasser mehrerer Fachbücher.

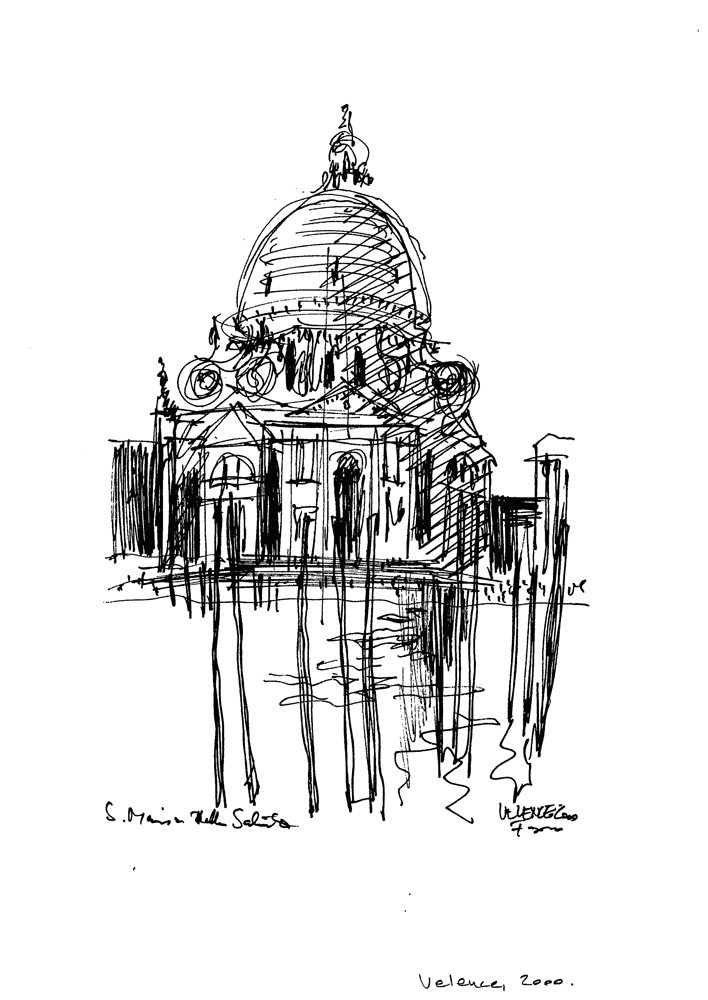
Skizze Venedig (József Finta)
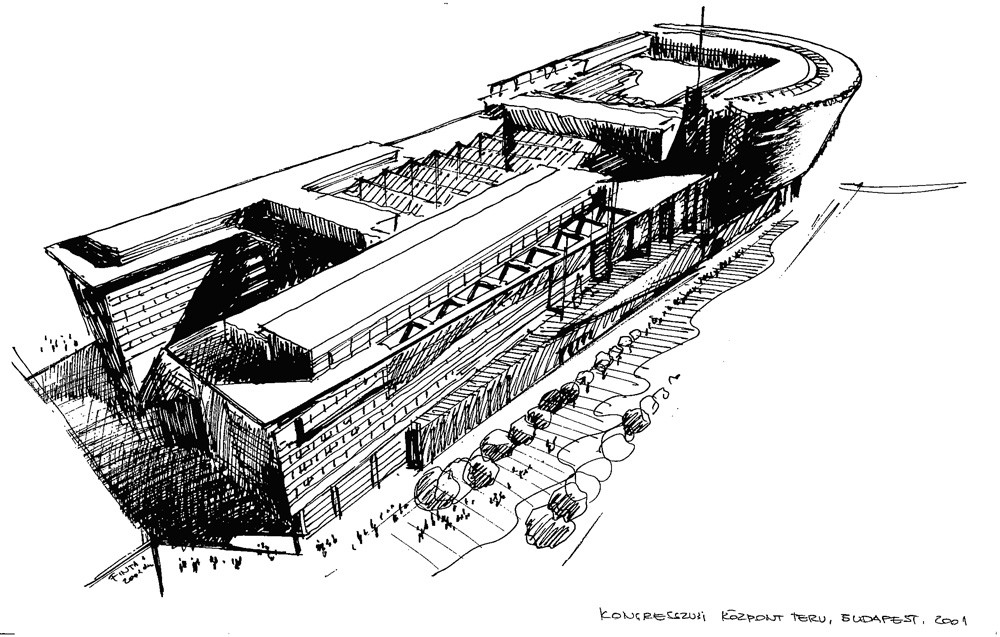
Skizze Kongresszentrum Budapest (József Finta)
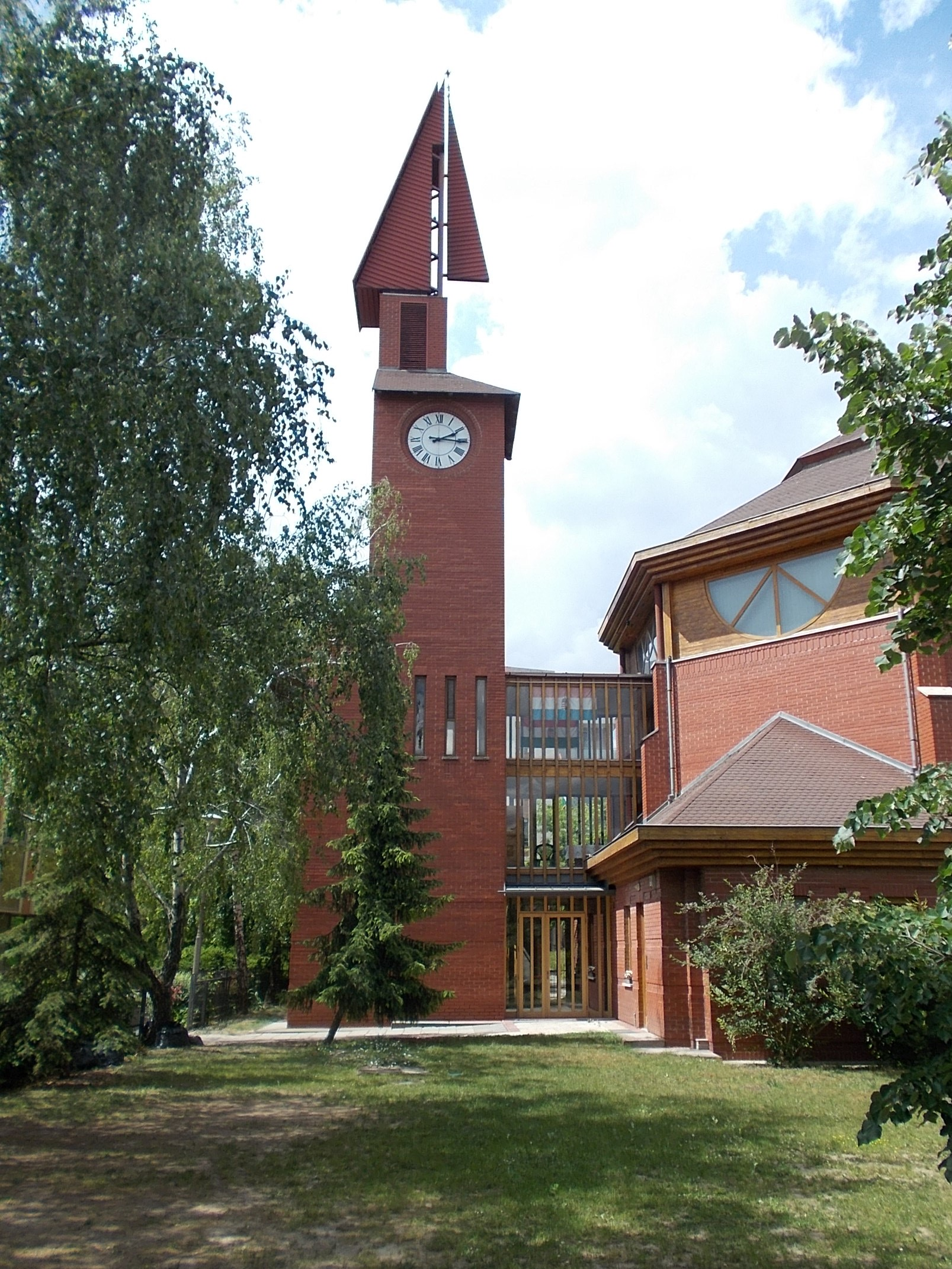
Reformierte Kirche in Százhalombatta
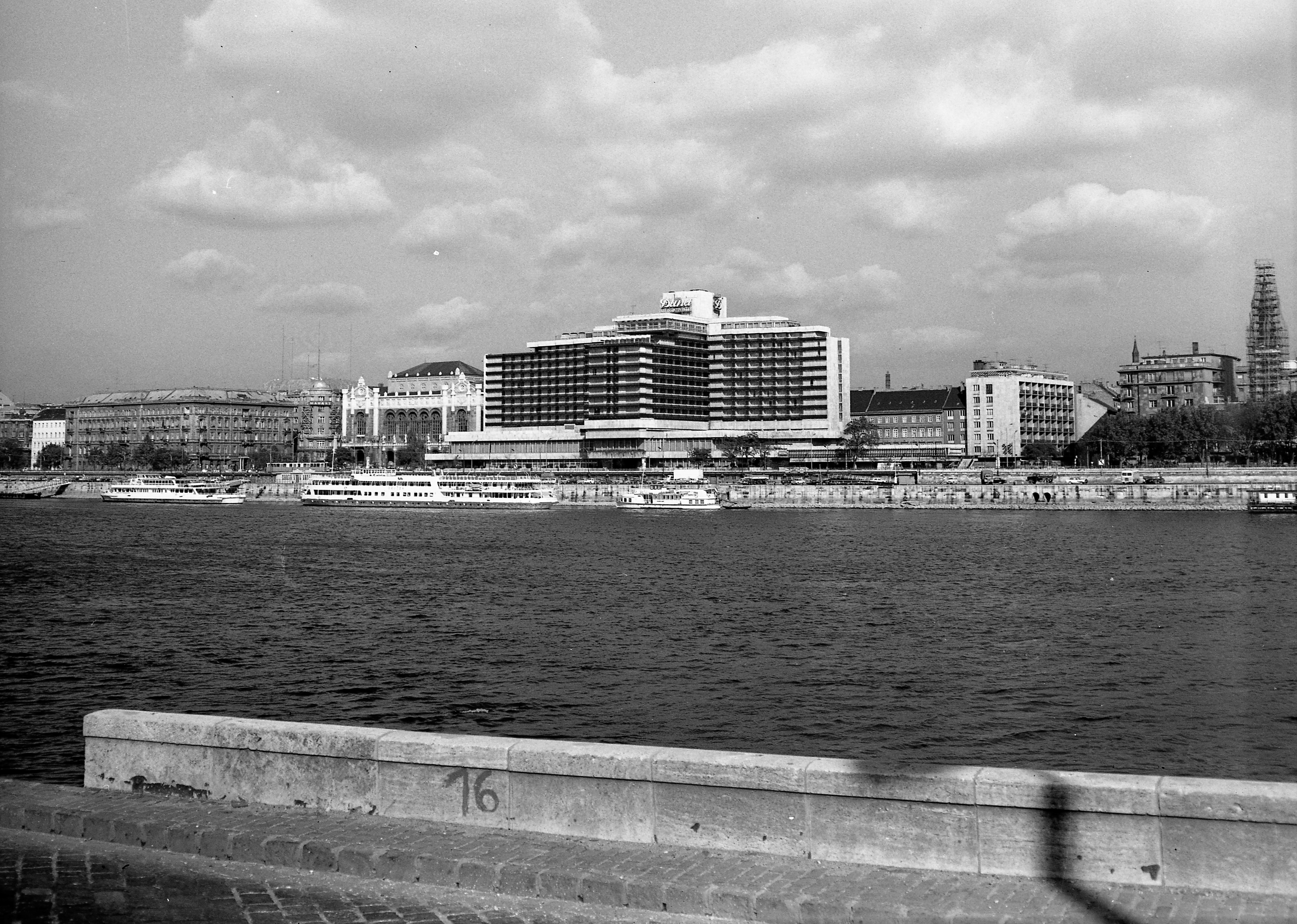
Hotel Duna Intercontinental
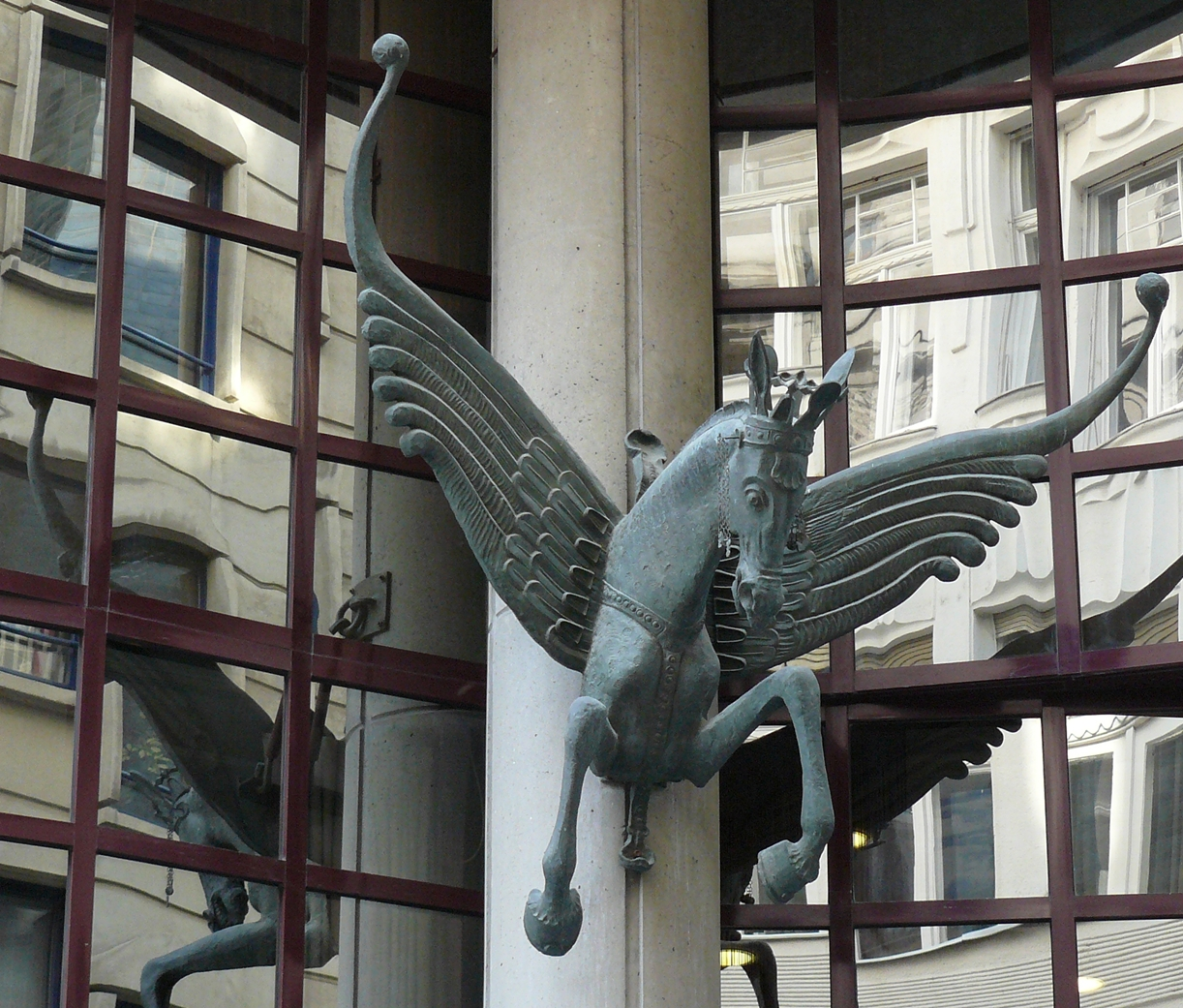
Mercure Hotel Budapest (Fassadendetail)